# فرانک کلاوون
فرانک کلاوون (انگلیسی: Frank Klawonn؛ زادهٔ ۲۲ مارس ۱۹۶۶) قایقران روئینگ اهل آلمان شرقی بود.